# گوردخمه گرم‌آباد
گوردخمه گرم آباد مربوط به دوره ساسانیان است و در شهرستان مرودشت، بخش مرکزی، دهستان رودبال، شرق روستای گرم آباد، محله بنیاد واقع شده و این اثر در تاریخ ۳۰ بهمن ۱۳۸۶ با شمارهٔ ثبت ۲۰۹۴۹ به‌عنوان یکی از آثار ملی ایران به ثبت رسیده است.